# Parlement van de Duitstalige Gemeenschap (samenstelling 2004-2009)
Dit is de samenstelling van het Parlement van de Duitstalige Gemeenschap voor de legislatuurperiode 2004-2009.
Het Parlement van de Duitstalige Gemeenschap telt 25 rechtstreeks gekozen leden. Bovendien zijn er ook leden met raadgevende stem: zij mogen vergaderingen bijwonen, maar mogen niet deelnemen aan stemmingen of initiatieven nemen. Dit is een onbepaald aantal en kan dus per legislatuur variëren. Deze leden met raadgevende stem zijn de Duitstalige provincieraadsleden van de provincie Luik en Duitstalige leden van de Kamer, de Senaat, het Waals Parlement en het Europees Parlement.
Deze legislatuur volgde uit de Duitstalige Gemeenschapsraadverkiezingen van 13 juni 2004 en ging van start op 6 juli 2004. De legislatuur liep ten einde op 26 mei 2009.
Tijdens deze legislatuur was de regering-Lambertz II in functie, die steunde op een meerderheid van SP, PJU-PDB en PFF. De oppositiepartijen zijn dus CSP, Ecolo en Vivant.

## Samenstelling
| Fractie | Fractie | Zetels |
| ------- | ------- | ------ |
|         | CSP     | 8      |
|         | PFF     | 5      |
|         | SP      | 5      |
|         | PJU-PDB | 3      |
|         | Ecolo   | 2      |
|         | Vivant  | 2      |

## Lijst van de parlementsleden
| Volksvertegenwoordiger   | Partij  | Opmerkingen |
| ------------------------ | ------- | --- |
| Gabriele Thiemann-Heinen | CSP     | Vervangt vanaf 6 juli 2004 Mathieu Grosch, die verkiest om in het Europees Parlement te zetelen. Thiemann-Heinen is voorzitter van de CSP-fractie. |
| René Chaineux            | CSP     | Vervangt vanaf 6 juli 2004 Hubert Chantraine, die verkiest om niet te zetelen. |
| Patricia Creutz-Vilvoye  | CSP     | Secretaris. |
| Eliane Dujardin          | CSP     | Vervangt vanaf 6 juli 2004 Herbert Grommes, die verkiest om in het Waals Parlement te zetelen. Dujardin was van 19 september 2006 tot 28 januari 2008 voorzitter van de commissie Cultuur. |
| Erwin Franzen            | CSP     | |
| Elmar Keutgen            | CSP     | |
| Joseph Maraite           | CSP     | Ondervoorzitter. |
| Patrick Meyer            | CSP     | Ondervoorzitter en voorzitter van de commissie Gezondheid, Werkgelegenheid en Sociale Aangelegenheden. |
| Ferdel Schröder          | PFF     | Ondervoorzitter, voorzitter van de PFF-fractie en voorzitter van de commissie Onderwijs en Opleiding. |
| Berni Collas             | PFF     | |
| Alfred Evers             | PFF     | |
| Hans-Dieter Laschet      | PFF     | Vervangt vanaf 6 juli 2004 Bernd Gentges, die minister in de Duitstalige Gemeenschapsregering wordt. Laschet is secretaris vanaf 29 januari 2007. |
| Emil Dannemark           | PFF     | Vervangt vanaf 29 januari 2007 Karin Meskens-Keller, die uit de politiek stapt. Meskens-Keller was secretaris tot 29 januari 2007. |
| Charles Servaty          | SP      | Voorzitter van de SP-fractie. |
| Louis Siquet             | SP      | Parlementsvoorzitter en voorzitter van de commissie Algemene Politiek, Lokale Besturen, Petities, Financiën en Samenwerking. |
| Resi Stoffels            | SP      | Secretaris. |
| Erwin Klinkenberg        | SP      | Vervangt vanaf 18 oktober 2004 Joseph Barth, die verkiest om provincieraadslid van Luik te Blijven. Barth verving van 13 september tot 17 oktober 2004 Edmund Stoffels, die lid werd van het Waals Parlement. |
| Marcel Strougmayer       | SP      | Vervangt vanaf 6 juli 2004 Karl-Heinz Lambertz, die minister in de Duitstalige Gemeenschapsregering wordt. |
| Gerhard Palm             | PJU-PDB | Voorzitter van de PJU-PDB-fractie. |
| Nina Reip                | PJU-PDB | Vervangt vanaf 17 januari 2005 Dorothea Schwall-Peters, die voltijds schepen van Sankt-Vith wordt. Schwall-Peters was tot 21 september 2004 ondervoorzitter en tot 17 januari 2005 voorzitter van de commissie Cultuur. Reip is vanaf 28 januari 2008 voorzitter van de commissie Cultuur, een functie die ze eerder uitoefende van 17 januari 2005 tot 19 september 2006. |
| Dieter Pankert           | PJU-PDB | Vervangt vanaf 6 juli 2004 Oliver Paasch, die minister in de Duitstalige Gemeenschapsregering wordt. Pankert is ondervoorzitter vanaf 21 september 2004. |
| Monika Dethier-Neumann   | Ecolo   | Vervangt vanaf 19 januari 2009 Hans Niessen, die directeur van Euregio Maas-Rijn wordt. Daarvoor was Dethier-Neumann van 6 juli 2004 tot 19 januari 2009 lid met raadgevende stem. Niessen was tot 31 december 2008 voorzitter van de Ecolo-fractie. |
| Lambert Jaegers          | Ecolo   | Vervangt vanaf 30 januari 2006 Gaby Frauenkron-Schröder, die voltijds schepen van Sankt-Vith wordt. Jaegers is vanaf 19 januari 2009 voorzitter van de Ecolo-fractie. |
| Josef Meyer              | Vivant  | Vervangt vanaf 6 juli 2004 Hannelore Nyssen-Piper, die verkiest om niet te zetelen. Josef Meyer is voorzitter van de Vivant-fractie. |
| Ernst Meyer              | Vivant  | |

## Leden met raadgevende stem
| Naam                 | Partij | Opmerkingen |
| -------------------- | ------ | --- |
| Anne Marenne-Loiseau | CSP    | Zetelt in de provincieraad van Luik. Vervangt vanaf 23 juni 2008 de overleden Johann Haas. |
| Pascal Arimont       | CSP    | Zetelt in de provincieraad van Luik. Vervangt vanaf 30 oktober 2006 Arthur Spoden. Spoden zetelde van 13 maart tot 23 april 2006 als onafhankelijke en vanaf 24 april 2006 in de SP-fractie.                             |
| Herbert Grommes      | CSP    | Zetelt in het Waals Parlement. |
| Mathieu Grosch       | CSP    | Zetelt in het Europees Parlement. |
| Joseph Barth         | SP     | Zetelt in de provincieraad van Luik. |
| Edmund Stoffels      | SP     | Zetelt in het Waals Parlement. |
| Heinz Keul           | PFF    | Zetelt in de provincieraad van Luik. |
| Balduin Lux          | PFF    | Zetelt in de provincieraad van Luik. Vervangt vanaf 18 september 2007 Kattrin Jadin, die lid wordt van de Kamer van volksvertegenwoordigers. Jadin verving van 30 oktober 2006 tot 17 september 2007 Jean-Robert Collas. |
| Kattrin Jadin        | PFF    | Zetelt in de Kamer van volksvertegenwoordigers. |
| Karl-Heinz Braun     | Ecolo  | Zetelt in de provincieraad van Luik. Vervangt vanaf 30 oktober 2006 Irene Reinertz-Maraite (CSP). |